# Eueana eucrines
Eueana eucrines är en fjärilsart som beskrevs av Louis Beethoven Prout 1916. Eueana eucrines ingår i släktet Eueana och familjen mätare. Inga underarter finns listade i Catalogue of Life.